# Hunsdorf
Hunsdorf (luxembourgeois : Hënsdref) est une section de la commune luxembourgeoise de Lorentzweiler située dans le canton de Mersch.

## Histoire
Hunsdorf était une commune jusqu’au 2 octobre 1823 quand elle fusionna avec la commune de Lorentzweiler.